# Blue Moon (cerveja)

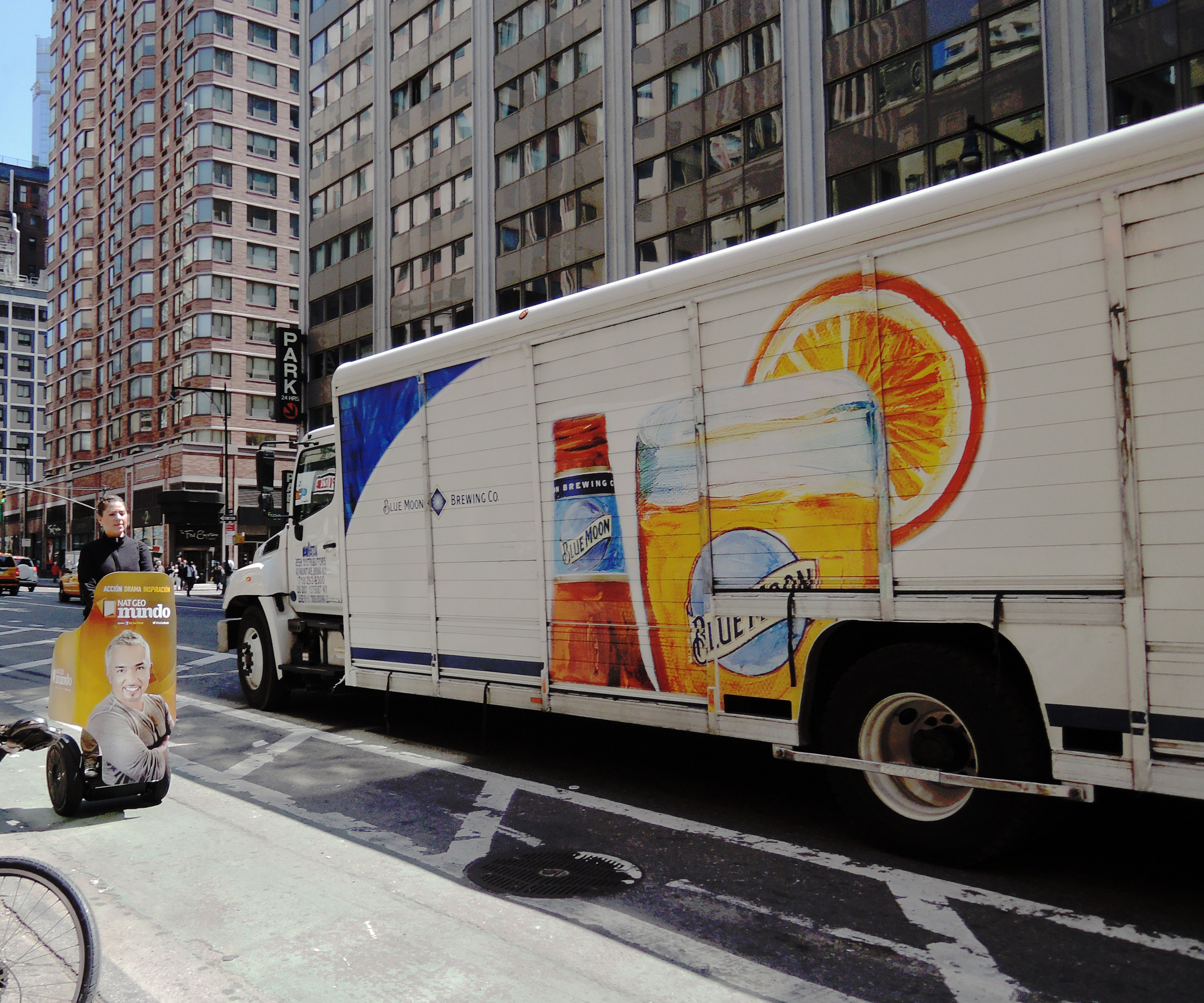
Caminhão da Blue Moon em Manhattan

Blue Moon Belgian White é uma cerveja estilo witbeer fabricada pela MillerCoors sob o nome de Blue Moon Brewing Co., originalmente em Golden, Colorado, e lançada em 1995.
Originalmente chamada de Bellyslide Belgian White, a cerveja foi criada por Keith Villa, um mestre cervejeiro na cervejaria Sandlot em Coors Field, em Denver, Colorado (de propriedade do Molson Coors Brewing Company). A Blue Moon fabricada na Cervejaria Molson em Montreal, Quebec, no Canadá, é vendida nos EUA, bem como exportados para a Europa. É vendida sob o nome Belgian Moon no Canadá. Blue Moon Brewing Co. é uma entidade da Tenth and Blake Empresa de Cerveja,  o braço artesanal da MillerCoors.

## Prêmios
- 1995 Campeonato do Mundo de Cerveja, medalhista de ouro, Cerveja Branca
- 1996 Campeonato do Mundo de Cerveja medalhista de prata, Cerveja Branca
- 1997 Campeonato do Mundo de Cerveja medalhista de prata, Cerveja Branca
- 2008 Copa Do Mundo De Cerveja Campeão Cervejaria - Grande Empresa De Fabricação De Cerveja

## Cerveja Artesanal - Controvérsia
Blue Moon foi atacada pela Brewers Association por não informar no rótulo que a cerveja é feita pela MillerCoors. A Brewers Association diz que essa omissão permite que a Blue Moon Brewing Company se mascare como um produtor independente de cerveja.